# 斯图亚特·L·皮姆
斯图亚特·L·皮姆（1949年2月27日—）是一位理论生态学家，专攻生物多樣性和保育生物學，2010年获泰勒环境成就奖。